# 맨발의 눈길
"맨발의 눈길"은 1976년 공개된 대한민국의 영화이다.

## 배역
- 이인옥
- 김희라
- 박지훈